# Pouilly-lès-Feurs
Pouilly-lès-Feurs là một xã trong tỉnh Loire miền trung nước Pháp.